# Хуэй (народ)

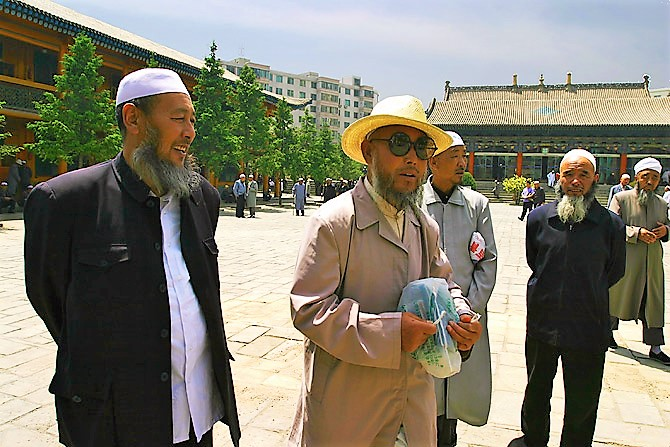
После молитвы у мечети в Синине

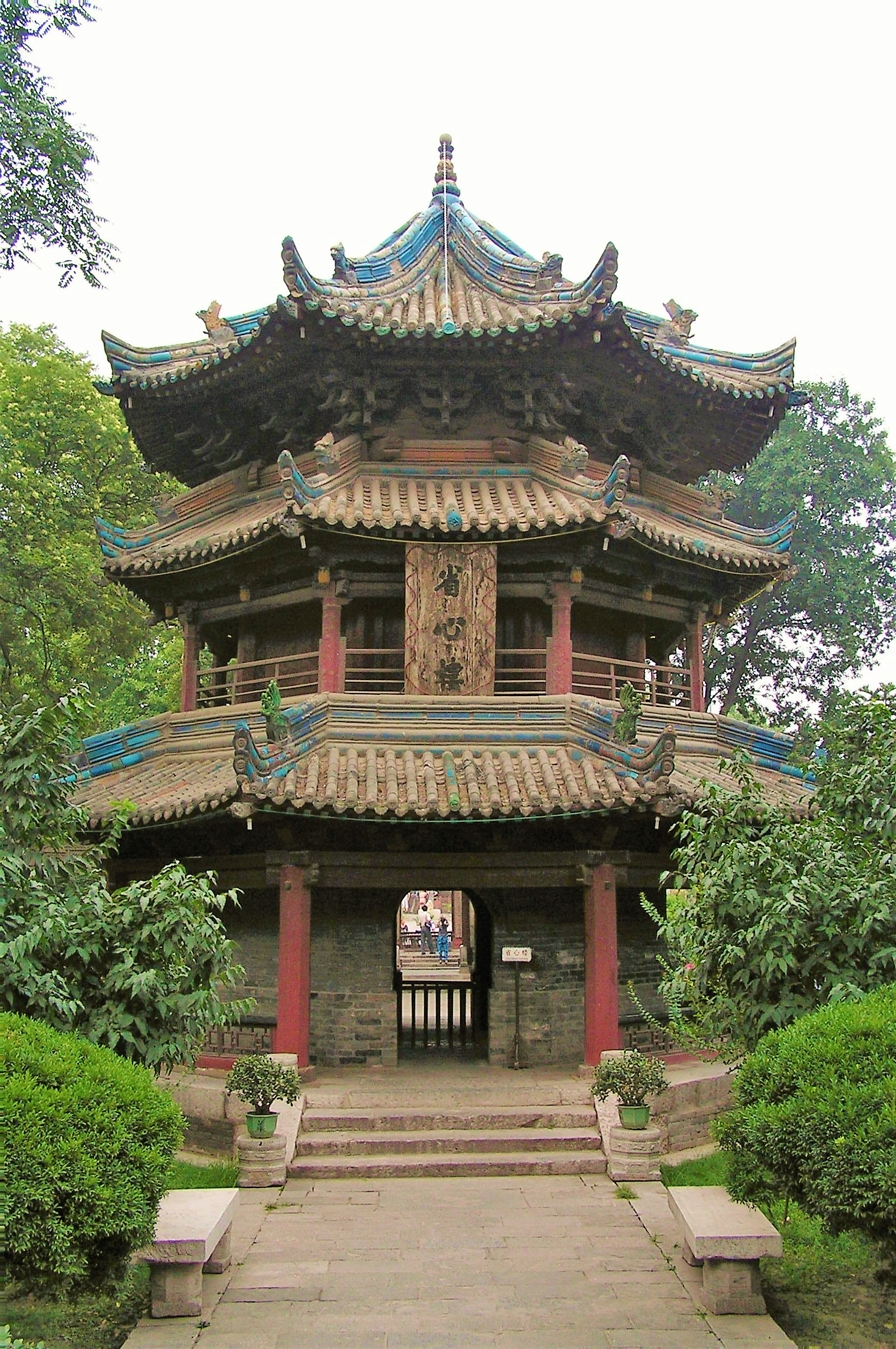
Хуэйские мечети обычно строятся в стиле традиционной китайской архитектуры. На фото — минарет Большой сианьской мечети

Хуэй, хуэй-цзу или хуэйцы (лао хуэй-хуэй — «почтенные, правоверные мусульмане»; кит. упр. 回族, пиньинь huízú, то есть «народность хуэй») — одно из 56 официально признанных национальных меньшинств (кит. упр. 中华民族|民族, пиньинь mínzú) КНР. Их отличие от ханьцев состоит не в наличии особого языка (они разговаривают на тех же диалектах китайского языка, что и ханьское население местностей, где они живут, хотя и с присутствием некоторых слов, характерных для их культуры, и пишут стандартной китайской письменностью), а в том, что они в течение многих веков исповедуют ислам суннитского толка и являются носителями исламского культурного наследия.
Хотя в официальных китайских материалах, посвящённых языку и письменности национальных меньшинств, в качестве родного языка для хуэй указан китайский, этот этноним употребляется также в отношении небольшой группы уцулов, живущих на Хайнане. Уцулы также исповедуют ислам, но говорят на языке, который не является родственным китайскому.

## История

### Ранняя история
Китаеязычные мусульмане имеют разное происхождение. Ислам впервые проник в Китай при династии Тан (618—907 гг.) по двум не связанным друг с другом направлениям — северо-западному сухопутному, вдоль Великого шёлкового пути, и юго-восточному морскому. В 742 г. императором Сюаньцзуном (玄宗) была основана мечеть в находившейся на Великом шелковом пути столице танской империи Чанъане — современном административном центре северо-западной пров. Шэньси городе Сиань (сейчас мечеть называется Сиань цинчжэнь дасы (西安清真大寺), или «Большая сианьская мечеть»). Одновременно в портовых городах юго-восточного Китая, которые относятся к ареалу далеко отстоящих от современного пекинского диалекта южных диалектов китайского языка, начали селиться арабские и персидские торговцы. Позже, при монгольской династии Юань (1271—1368 гг.), выходцы из мусульманских стран (в числе т. н. «цветноглазые») занимали второе место в общественной иерархии после монголов и использовались на высоких государственных должностях (см. Сеид Аджаль Шамсуддин).

### Минская эпоха — ассимиляция

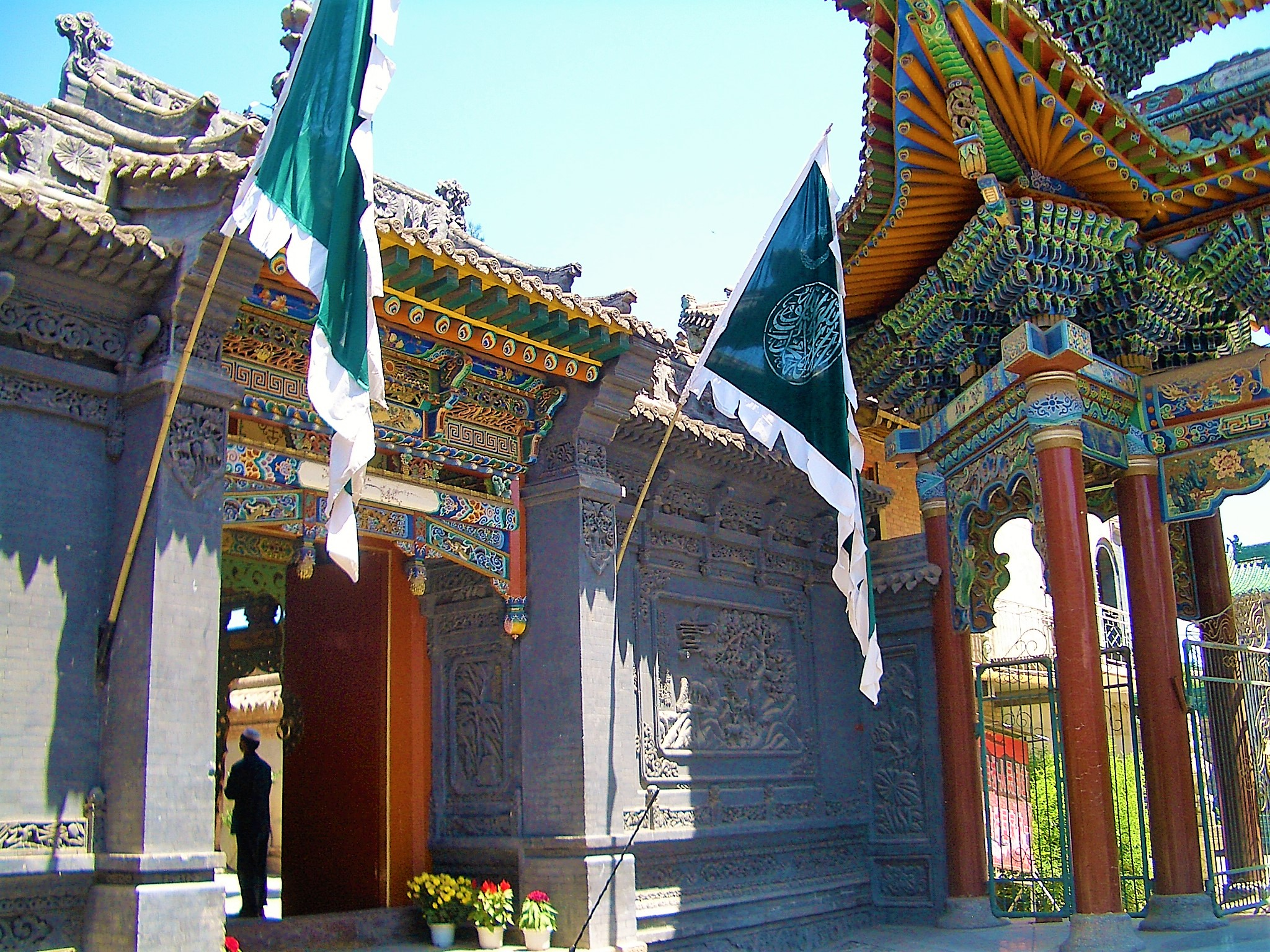
У мавзолея Юй-Бабы (г. Линься)

К середине или концу Минской эпохи китайский язык стал родным для мусульман почти повсеместно в империи (за исключением таких групп, как дунсяне или салары), и лишь ахуны (муллы) могли говорить и писать по-арабски и по-персидски. Чтобы передавать знания Корана и этих языков из поколения в поколение в китайскоязычной среде, была развита система
исламских школ с более или менее стандартной программой, получивших название цзинтан цзяоюй (经堂教育, jingtang jiaoyu), то есть «образование в Доме Корана», формализацию которой обычно связывают с именем Ху Дэнчжоу (胡登洲, Hu Dengzhou), ахуна середины XVI в. из Шэньси.
Для облегчения обучения в исламских школах появились две интересные системы письменности. С одной стороны, некоторые школы системы цзинтан цзяоюй (главным образом в Шэньси) стали использовать китайские иероглифы для объяснения произношения арабских слов ученикам, для которых китайская письменность была ближе, чем арабская. Это, однако, было сравнительной редкостью, так как большинство мусульман на северо-западе Китая были мало знакомо с китайской иероглификой, но обучалось арабскому письму в медресе. В их среде получила распространение система, получившая название сяоэрцзин: использование арабского алфавита для записи текстов на китайском языке.

### Цинская эра — суфизм и восстания

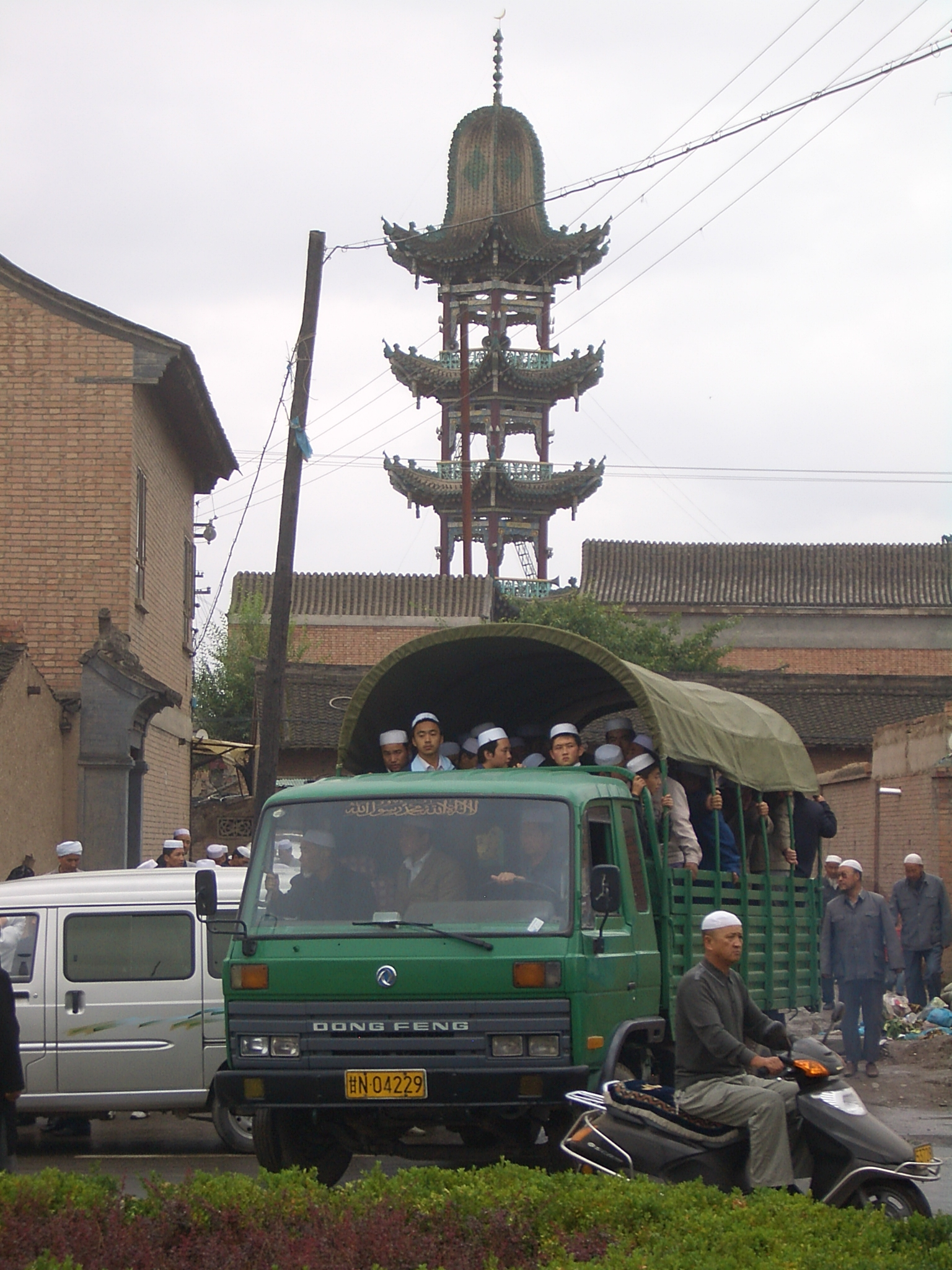
Мусульмане едут домой с молитвы (г. Линься)

Начиная с середины XVII в., в первые десятилетия Цинского правления в Китае, суфизм начинает проникать в империю под влиянием экспедиций кашгарского мюршида Аппак Ходжи в тогдашнюю провинцию Ганьсу (включавшую в Цинские времена и нынешний Цинхай). В XVIII в. духовные наследники Аппак Ходжи, ганьсуйские ахуны Ма Лайчи и Ма Минсинь, провели годы в Аравии, и вернувшись на родину, создали суфийские братства, получившие названия «Куфия» и «Джахрия». Их названия происходят от арабских слов, отражающих наиболее заметное внешнее отличие их обрядности: повторение зикра про себя или вслух. Приверженцы Куфии и Джахрии играли большую роль в истории хуэйского (дунганского), дунсянского и саларского народов в течение последующих двух веков.
Во время Династии Цин хуэйцзу, как и другие мусульмане Китая, неоднократно участвовали в народных восстаниях, самым крупным из которых было Дунганско-уйгурское восстание 1862—1877 гг. В результате разгрома восстания цинскими войсками во главе с Цзо Цзунтаном карта расселения хуэйского населения претерпела значительные изменения. Хуэйцы некоторых районов понесли значительные потери (к примеру, более тысячи защитников Цзиньцзипу на севере Нинся во главе со своим вождём, джахрийским мюршидом Ма Хуалуном, были убиты после того, как их крепость пала в 1871 г; подобная же резня около 7000 хуэйцев имела место и после падения Сучжоу) в 1873 г. Другие были переселены на новые места по соображениям государственной безопасности: например, повстанцы, отступившие из долины реки Вэй в южном Шэньси, были водворены на засушливые неплодородные возвышенности южного Нинся и прилегающих районов Ганьсу; мусульмане стратегически важного «Коридора Ганьсу», оставшиеся в живых после резни в Сучжоу, были перемещены в южное Ганьсу. Некоторые группы смогли найти приют в пределах Российской империи (см. дунгане). С другой стороны, руководители восстания в Хэчжоу — Ма Чжаньао и Ма Цяньлин — перешли на стороны цинских властей; впоследствии их дети и внуки играли немалую роль в управлении хуэйскими землями северо-западного Китая.

### Республиканский период
Во время гражданской войны в Китае в 1930-40-х годах основные хуэйские земли (Нинся, Ганьсу, Цинхай) управлялись хуэйскими про-гоминьдановскими правителями, известными под собирательным названием «клика Ма» (кит. трад. 馬家軍, упр. 马家军, палл. Mǎ jiā jūn, буквально: «Армия клана Ма»), четырьмя самых известных из которых были братья Ма Буфан и Ма Буцин, и двоюродные братья Ма Хункуй и Ма Хунбинь — потомки руководителей Дунганского восстания в Хэчжоу, перешедших на сторону властей в 1873 г.

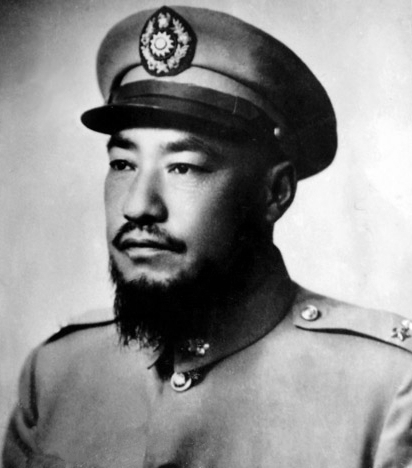
Ма Буфан
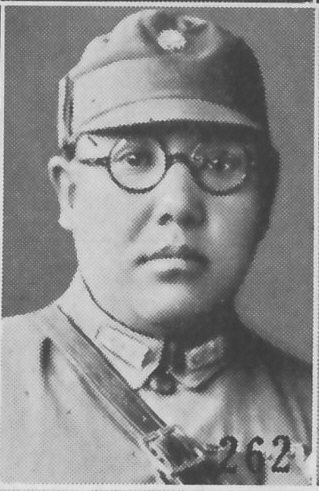
Ма Хункуй
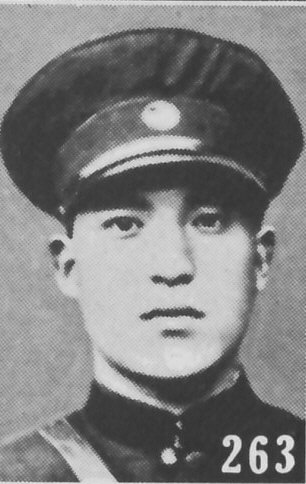
Ма Чжунъин
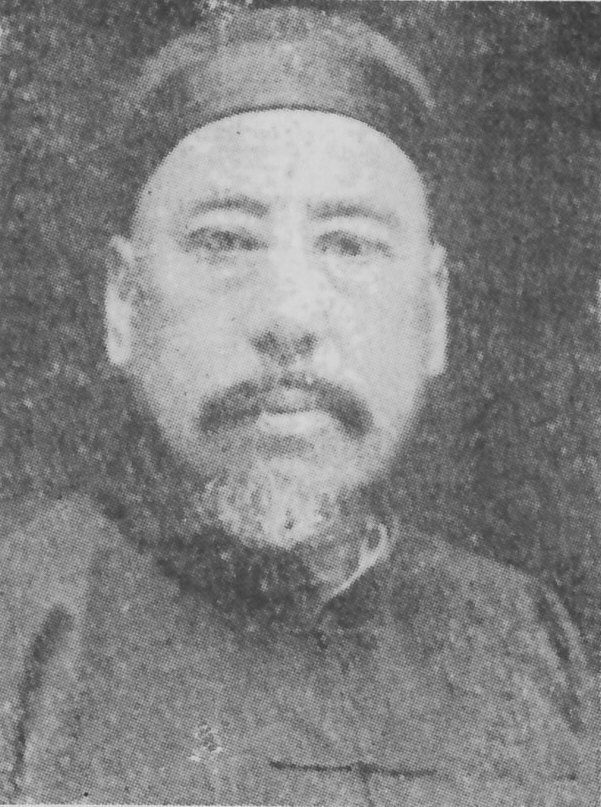
Ма Линь

Вскоре после прибытия в эти края в 1935 г. китайской Красной армии, совершившей Великий поход из южного Китая, многие рядовые хуэйцы, недовольные налоговым гнетом правителей Ма, присоединились к Красной армии, в которой появились целые мусульманские полки. Многие солдаты Ма также перешли на сторону коммунистов. Как отмечал Эдгар Сноу, посетивший Красную армию в Шэньси, Ганьсу и Нинся в 1936 г., бойцы-мусульмане активно участвовали в боевой и политической подготовке, а из всех классиков марксизма-ленинизма особенно уважали Карла Маркса, которого они прозвали «Бородач Ма» (马大胡子, Ма Да Хуцзы).

## Терминология

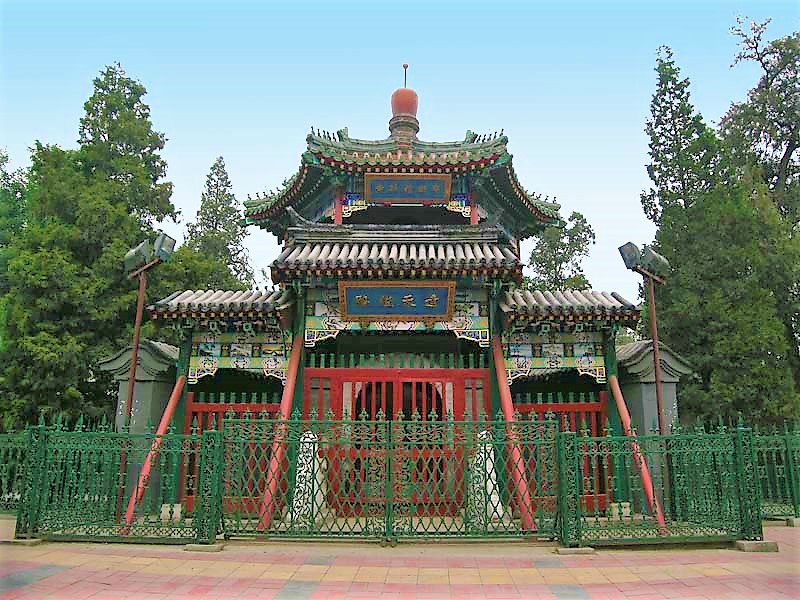
Пекинская мечеть Нюцзе

Этноним хуэй (хуэйхуэй) был зафиксирован ещё до начала монгольского правления в письменных источниках, датированных династией Северная Сун (960—1127 гг.). Тогда он употреблялся в качестве общего названия для ряда народов, обитавших в пределах современного северо-западного Китая, вне зависимости от их вероисповедания. Начиная с эпохи Юань и вплоть до середины XX в. слово хуэйхуэй, напротив, ассоциировалось с исламскими народами и исламом вообще (ср., однако, современные термины исыланьцзяо (伊斯兰教) «ислам», мусылинь «мусульманин», «мусульманский»). На китайский язык разные по своему происхождению группы мусульман перешли уже после завершения монгольского правления — в конце следующей эпохи Мин. Тем не менее, этноним хуэй, хуэйцзу был официально соотнесён с теми «окитаившимися» мусульманами и их потомками от смешанных браков, которые употребляют китайский язык в качестве родного, только после образования КНР.

## Динамика численности хуэй (по данным всекитайских переписей населения)
- 1953 год — 3530,49 тыс. чел.[13]
- 1964 год — 4473,14 тыс. чел.
- 1982 год — 7228,39 тыс. чел.
- 1990 год — 8612,00 тыс. чел.
- 2000 год — 9816,80 тыс. чел.
- 2010 год — 10586,08 тыс. чел.

## Места компактного расселения

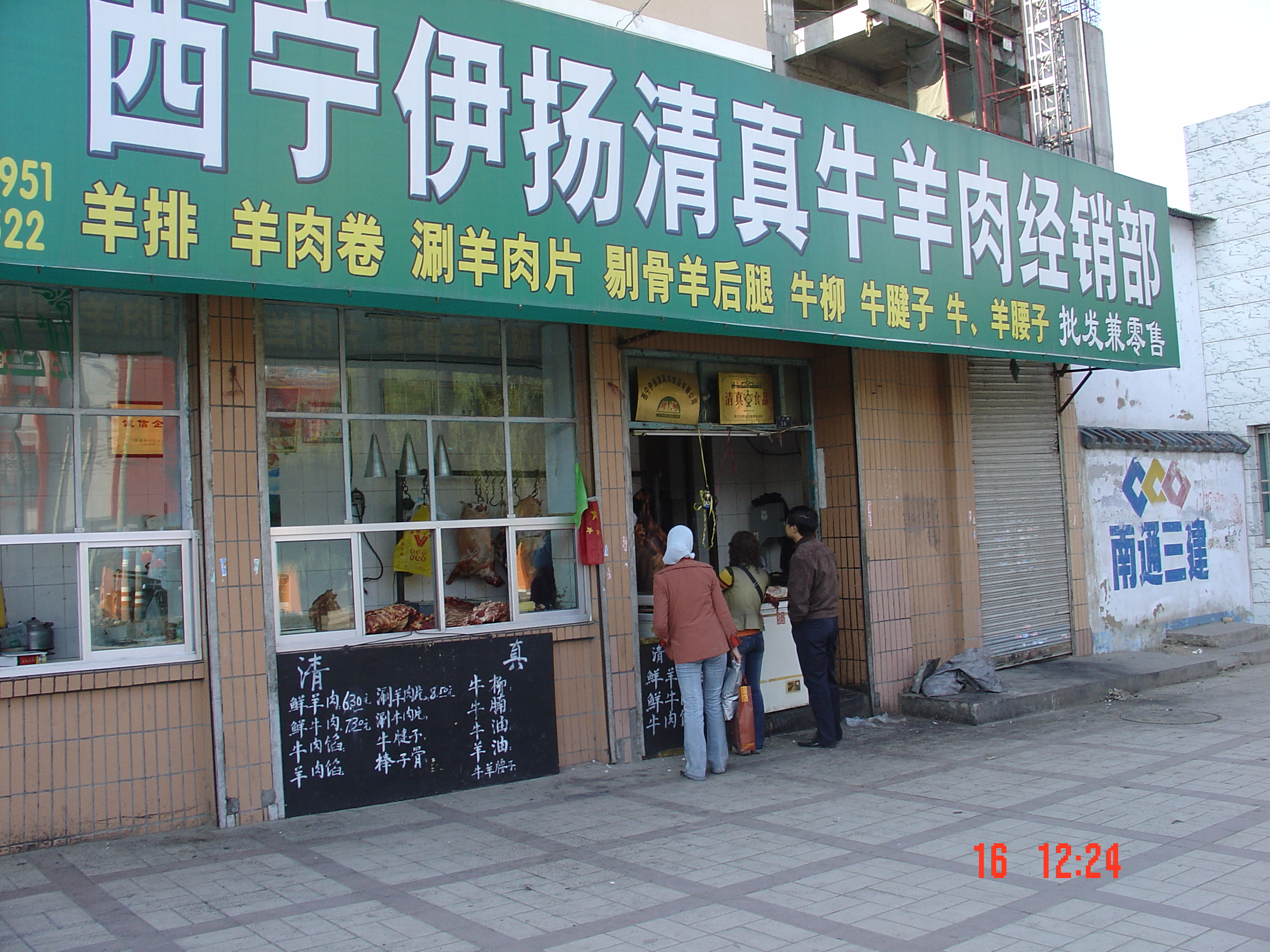
Халяльная мясная лавка в г. Синин (провинция Цинхай)

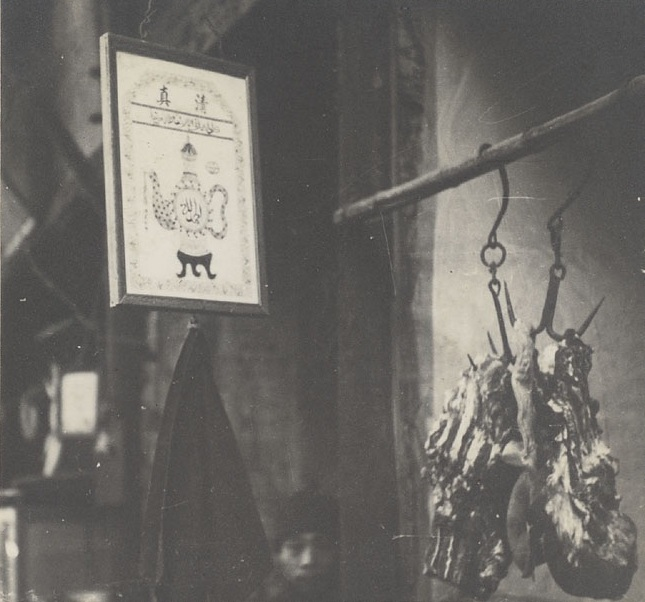
Знак 清真 цинчжэнь «халяль» на мясной лавке в Ханькоу. Китайская Республика, ок. 1934—1935 гг.

Согласно переписи 1990 г., в КНР насчитывалось 8,6 миллиона хуэй.
По переписи 2000 г., это число увеличилось до 9,8 миллиона, из которых 45 % жили в городах и 55 % — в сельской местности.

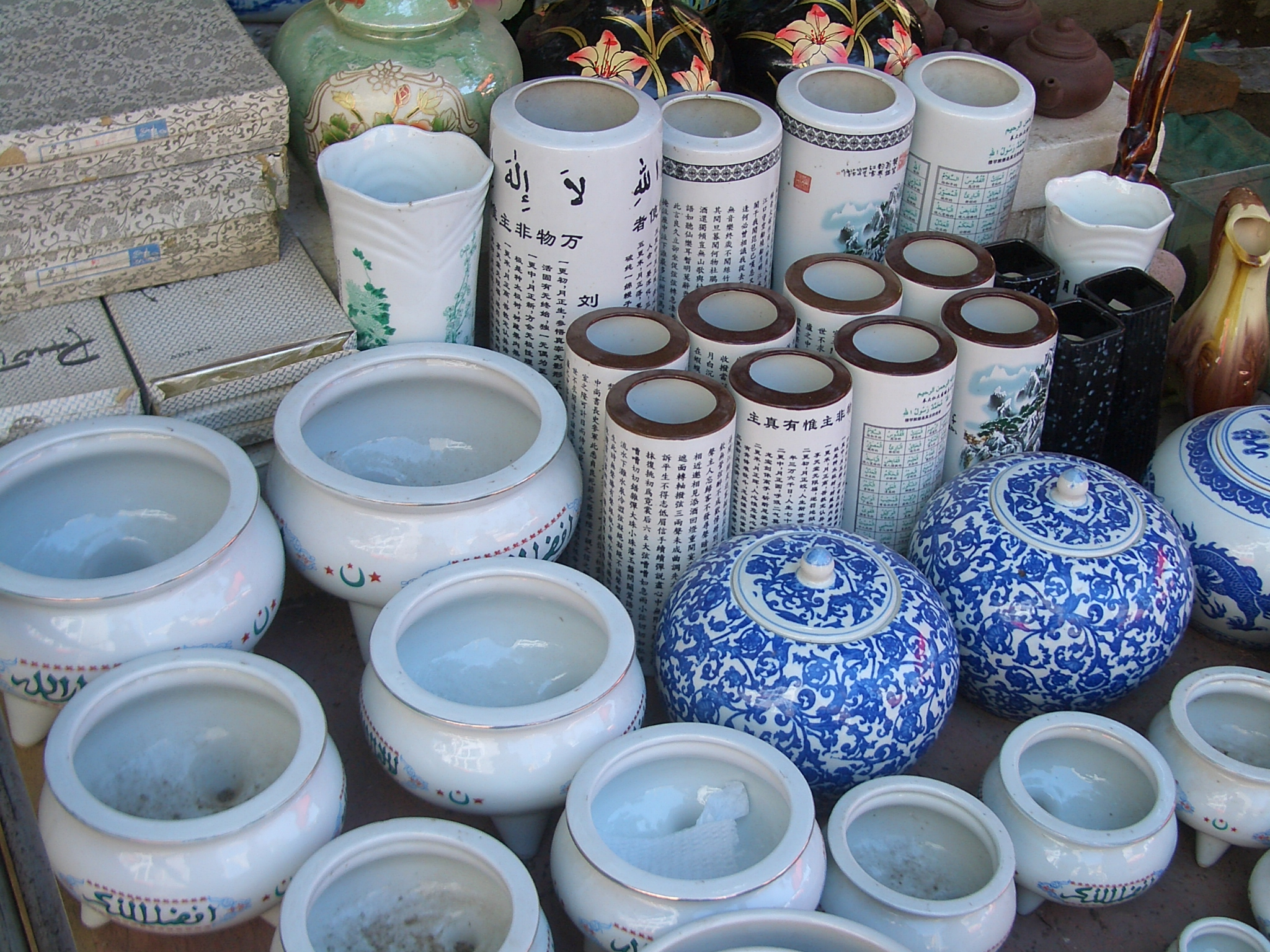
Фарфор с исламскими мотивами на базаре в Линься

Хуэй являются титульной национальностью небольшого Нинся-Хуэйского автономного района, но там живёт только небольшая их часть (в 2000 г. 1,86 млн, то есть 18,9 % от общего числа хуэй в КНР). Китаеязычные мусульмане живут не только по всему северному Китаю, от Синьцзяна до Пекина и Ляонина, но также и в различных других районах страны. Автономные округа и уезды хуэй созданы в следующих автономных районах/провинциях КНР:
- Синьцзян-Уйгурский автономный район:
  - Чанцзи-Хуэйский автономный округ (昌吉回族自治州)
  - Яньци-Хуэйский автономный уезд (焉耆回族自治县)
- Провинция Ганьсу:
  - Линься-Хуэйский автономный округ (临夏回族自治州), где хуэй соседствуют с дунсянами
- Провинция Цинхай:
  - Мэньюань-Хуэйский автономный уезд (门源回族自治县)
- Провинция Гуйчжоу:
  - Вэйнин-лоло-хуэй-мяо автономный уезд (威宁彝族回族苗族自治县) (В этом уезде три титульные национальности: хуэй, лоло и мяо).

## ИзвестныехуэйКитая

Треугольный красный флаг с белым полумесяцем

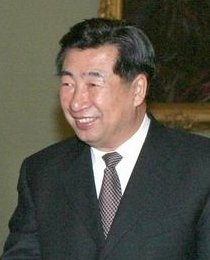
Хуэй Лянъюй

- Садула, поэт в период правления династии Юань.
- Чжэн Хэ (1371—1433), мореплаватель, родом из провинции Юньнань.
- Ма Хуань, переводчик с арабского языка в экспедициях Чжэн Хэ и автор книги о его путешествиях.
- Юй-Баба (榆爸爸), суфийский мистик из Линься.
- Ма Тай-Баба (马太爸爸) (1632—1709), мюрид Аппак Ходжи.
- Ма Лайчи (马来迟, Ma Laichi) (1681?-1766?) мюрид Тай-Бабы, основатель китайской ветви суфийского учения «куфия».
- Ма Минсинь (马明心 или 马明新, Ma Mingxin) (1719—1781), основатель суфийского учения «джахрия».
- Ма Хуалун (马化龙; Ma Hualong) (? — 1871), пятый мюршид «джахрии», руководитель Дунганского восстания в Нинся в 1862—1871.
- Ма Хункуй — правитель Северо-западных земель Ма (Xibei San Ma) в период Второй мировой войны.
- Ма Тун (马通) — историк, один из ведущих авторитетов по истории мусульман в Китае
- Хуэй Лянъюй (кит. 回良玉, Hui Liangyu (р. 1944)); родом из провинции Цзилинь. С 2002 входит в число членов Политбюро Коммунистической партии Китая; занимает должность вице-премьера КНР, ответственного за сельское хозяйство[16].

## В СНГ
Потомками хуэй, переселившимися из Китая, являются дунгане — народ, проживающий в Киргизии, Южном Казахстане и Узбекистане. Самоназвание дунган — хуэйхуэй, хуэймин «народ хуэй», лохуэйхуэй «почтенные хуэйхуэй» или җун-ян жын («люди Центральной равнины»). Свой язык (см. дунганский язык) они соответственно именуют «языком народности хуэй (хуэйзў йүян)» или «языком Центральной равнины» (җун-ян хуа).

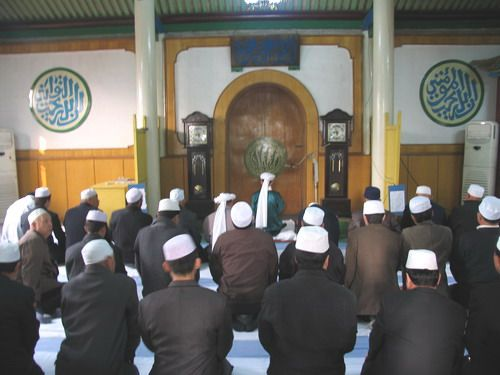
Хуэйцзу на молитве в мечети

## Литература

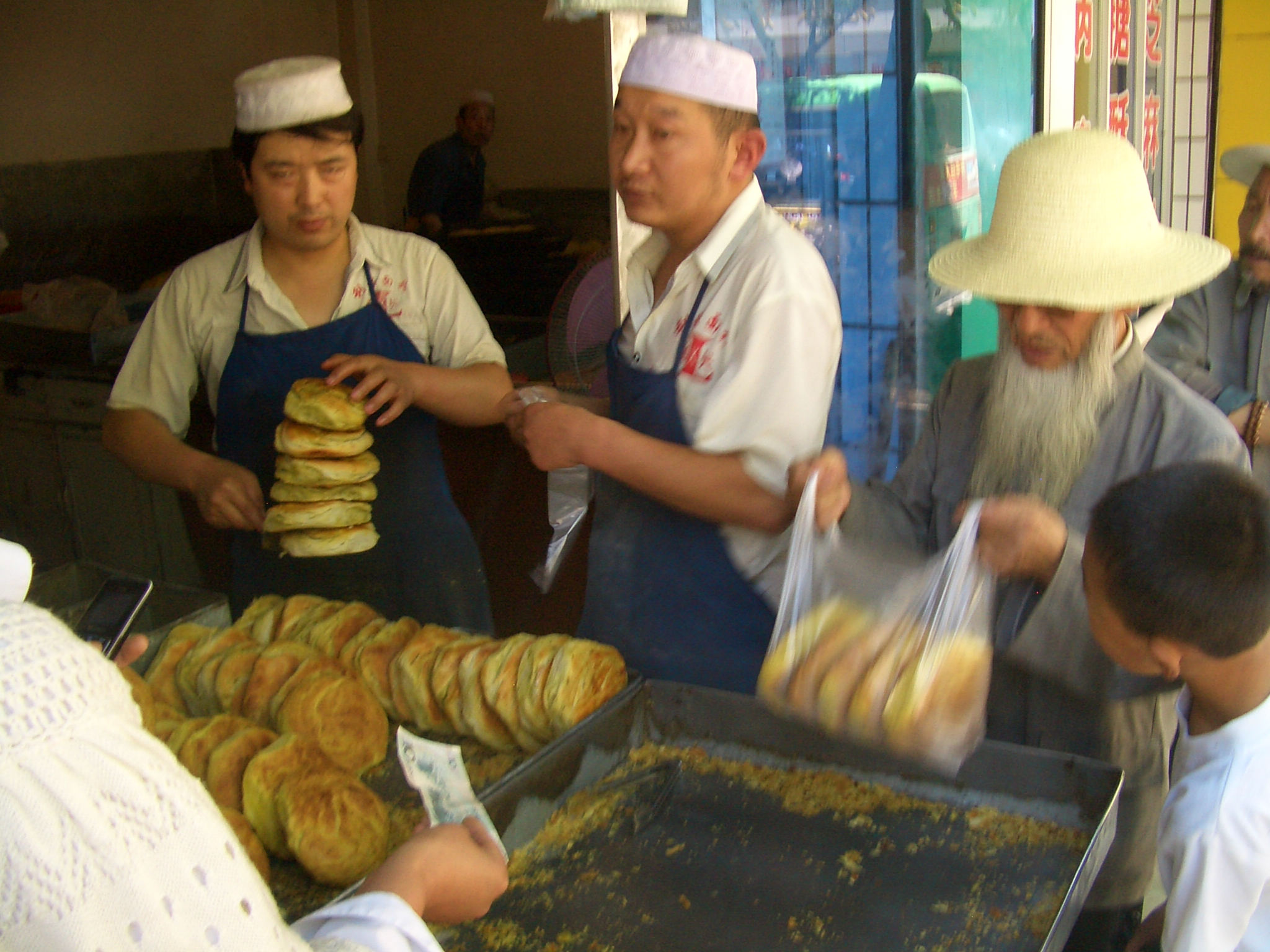
В отличие от ханьцев, предпочитающих паровые маньтоу и баоцзы, хуэйцы любят печёные хлебобулочные изделия